# ルーシャス・アレン
ルーシャス・アレン（Lucius Allen, 1947年9月26日 - ）はアフリカ系アメリカ人の元バスケットボール選手。カンザス州カンザスシティ出身、カリフォルニア大学ロサンゼルス校（UCLA）卒業。ポジションはガード、身長188cm、体重79kg。
UCLA時代にNCAAトーナメントを連覇した後、1969年のNBAドラフトでシアトル・スーパーソニックスから全体3位指名を受けてNBA入り。ミルウォーキー・バックスの1971年優勝メンバー。

## 経歴
ルーシャス・オリバー・アレン・ジュニアは1965年にUCLAに入学。1966-67シーズンからチームの主力選手の一人としてプレイし（当時はNCAAの規定で1年生は公式試合に出場できなかった）、2年間のプレイで平均15.3得点5.9リバウンドを記録。カリーム・アブドゥル＝ジャバーらを擁したUCLAの伝説的なNCAAトーナメント七連覇時代の、最初の2つの優勝に大きく貢献し、1967-68シーズンにはAP通信選出のオールアメリカ2ndチームに選ばれている。最終学年のシーズンは試合に出場していない。
UCLA卒業後、1969年のNBAドラフトにてシアトル・スーパーソニックスに全体3位指名を受けて入団。ルーキーシーズンはレニー・ウィルケンズのバックアップとしてプレイし、9.8得点4.2アシストを記録した。

### ミルウォーキー・バックス
1年目のシーズン終了後、ドン・スミスと現金とのトレードでボブ・ブーザーと共にミルウォーキー・バックスに移籍する。アレンにとってはUCLA時代の戦友カリーム・アブドゥル＝ジャバー、史上屈指の名ポイントガードであるオスカー・ロバートソン擁する当時リーグ屈指の強豪チームだったバックスは、アレンが移籍してきた1970-71シーズンに優勝を果たし、アレンはNBA2年目にして優勝を経験した。
優勝したシーズンは平均7.1得点の成績だったが、その後ロバートソンの衰えと共にアレンのチーム内での価値は次第に高まっていき、バックスで2年目の1971-72シーズンには初の二桁得点となる13.5得点4.2アシストを記録し、その後も順調に成績伸ばして強豪バックスにとって欠かせない選手へと成長する。1973-74シーズンには17.6得点5.2アシストをあげ、ジャバー、ボブ・ダンドリッジに次ぐチーム第3の得点源となるが、シーズン中の3月15日に膝軟骨を損傷してしまい、プレーオフを全休してしまう。バックスは優勝した1971年以来のNBAファイナルに進出するが、ジョン・ハブリチェック、デイブ・コーウェンスらを擁するボストン・セルティックスの前に敗退。ファイナルではバックスのバックコートの不完全さが露となり、アレン不在が悔やまれた。
翌1974-75シーズンには故障から復帰し、開幕10試合で16.7得点5.3アシストを記録するが、シーズン中の11月18日にジム・プライスとのトレードでロサンゼルス・レイカーズに移籍することが決まった。

### バックス退団後
レイカーズではゲイル・グッドリッチと強力なバックコートを組み、このシーズンはキャリアハイとなる19.1得点5.6アシストを記録するが、チーム再編の時期に入っていたレイカーズは実に17シーズンぶりにプレーオフ進出を逃している。翌1975-76シーズンにはレイカーズにジャバーが移籍し、アレンはUCLA時代も含め三度ジャバーとチームメイトとなったが、ジャバーをもってしてもレイカーズはプレーオフに進出できなかった。アレンが14.6得点5.2アシストの成績を残した1976-77シーズンにはようやくジャバー獲得効果が表れ、レイカーズはプレーオフに復帰するが、このシーズン終了後にアレンはカンザスシティ・キングスにトレードに出された。
アレンは現役キャリアの最後を故郷カンザスシティのチームで過ごした。キングスでは2シーズンプレイし、1979年に現役から引退した。
アレンのNBA成績は10シーズン702試合の出場で、通算9,407得点3,174アシスト2,205リバウンド、平均13.4得点4.5アシスト3.1リバウンドだった。

## 業績など
- 引退後はロサンゼルスの金融会社で5年間働き、その後建設会社を立ち上げた。またキングスの解説者も努めた。
- アレンは走力と跳躍力に優れ、バックスのアナウンサー、エディー・ドゥーセットから"Jack Rabbit"と呼ばれた。

主な業績
- NCAAトーナメント制覇　（1967年, 1968年）
- NBAファイナル制覇　（1971年）